# Oravská Jasenica
Oravská Jasenica este o comună slovacă, aflată în districtul Námestovo din regiunea Žilina. Localitatea se află la altitudinea de 630 m deasupra n.m., se întinde pe o suprafață de 23,683 km2 și în 2017 număra 1.859 de locuitori. Se învecinează cu comuna Ťapešovo.

## Istoric
Localitatea Oravská Jasenica este atestată documentar din 1588.

## Demografie
| An:                | 1994 | 2004    | 2014    | 2024    |
| ------------------ | ---- | ------- | ------- | ------- |
| Număr de persoane: | 1412 | 1575    | 1789    | 1992    |
| Diferență:         |      | +11,54% | +13,58% | +11,34% |

| An:                | 2023 | 2024   |
| ------------------ | ---- | ------ |
| Număr de persoane: | 1973 | 1992   |
| Diferență:         |      | +0,96% |